# Stenanona
Stenanona Standl. – rodzaj roślin z rodziny flaszowcowatych (Annonaceae Juss.). Według The Plant List w obrębie tego rodzaju znajduje się 14 gatunków. Występuje naturalnie w klimacie tropikalnym Ameryki – na obszarze od Meksyku po Kolumbię. Większość gatunków rośnie w Ameryce Centralnej (między innymi S. carrillensis, S. hondurensis, S. monticola, S. tuberculata, S. tubiflora), 3 gatunki znane są z Kolumbii (między innymi S. columbiensis i S. narinensis), natomiast 1 z Meksyku (S. wendtii). Gatunkiem typowym jest S. panamensis Standl.

## Morfologia
PokrójZimozielone drzewa.
LiścieNaprzemianległe, pojedyncze, całobrzegie.
KwiatyPromieniste, obupłciowe, pojedyncze lub zebrane w małe kwiatostany, rozwijają się w kątach pędów lub bezpośrednio na gałęziach, a także czasem na pniu (kaulifloria). Mają 3 wolne i nie nakładające się na siebie działki kielicha. Płatków jest 6, ułożonych w dwóch okółkach, są wolne, nie nakładające się na siebie, podobne do siebie, płatki wewnętrzne są zrośnięte z zewnętrznymi u nasady. Kwiaty mają liczne wolne pręciki oraz liczne wolne owocolistki, mniej lub bardziej nachylone ku sobie.
OwocePojedyncze są jagodokształtne, mniej lub bardziej nachylone ku sobie, zebrane w owoc zbiorowy.

## Systematyka
Pozycja według APweb (aktualizowany system APG III z 2009)
Rodzaj wraz z całą rodziną flaszowcowatych w ramach rzędu magnoliowców wchodzi w skład jednej ze starszych linii rozwojowych okrytonasiennych określanych jako klad magnoliowych.
Lista gatunków
| - Stenanona carrillensis G.E. Schatz & Maas - Stenanona cauliflora (J.W.Walker) G.E.Schatz ex Maas, E.A.Mennega & Westra - Stenanona columbiensis Aristeg. ex G.E. Schatz & Maas - Stenanona costaricensis R.E.Fr. - Stenanona flagelliflora T.Wendt & G.E.Schatz - Stenanona hondurensis G.E. Schatz, F.G. Coe & Maas - Stenanona humilis (Miranda) G.E.Schatz ex Maas, E.A.Mennega & Westra | - Stenanona monticola Maas & G.E. Schatz - Stenanona narinensis G.E. Schatz & Maas - Stenanona panamensis Standl. - Stenanona stenopetala (Donn.Sm.) G.E.Schatz ex Maas, E.A.Mennega & Westra - Stenanona tuberculata G.E. Schatz & Maas - Stenanona tubiflora G.E. Schatz & Maas - Stenanona wendtii G.E. Schatz & Maas |